# 朱阳关
朱阳关是位于中华人民共和国河南省三门峡市卢氏县境内的一个古代关隘，历史最早可以追溯到魏晋南北朝时期，遗址有多种不同的说法。朱阳关和朱阳关镇并没有关系。

## 历史
《读史方舆纪录》记载朱阳关的最早历史可以追溯到北魏时期，朱阳关得名于朱阳山。

### 唐朝
唐朝武德年间，朱阳关被废除，但武则天时期又重新设立。

### 明清
明朝的朱阳关是一处重要关隘，明末农民起义军和朝廷官兵多次在此地激战。清朝时期，朱阳关的地位进一步得到提升，设有千总署、巡检署、陕州通判署等重要军事机构。

## 遗址争议
- 1730年的《河南通志》卷八《山川下•天津桥梁附》河南府条记载朱阳关在卢氏县西南方向[1]
- 1742年，古卢氏官员李烆在《山行锁记》中描述朱阳关在卢氏县西南130里的卢氏与内乡两县交界处，关为上下关。
- 1892年的《卢氏县志》记载朱阳关在卢氏县南边120里。[1]